# Sceloenopla vitticollis
Sceloenopla vitticollis es una especie de insecto coleóptero de la familia Chrysomelidae. Fue descrita científicamente en 1905 por Weise.